# Lijst van bisschoppen en aartsbisschoppen van Campobasso-Boiano
Hieronder volgt een lijst van bisschoppen van Boiano, (aarts)bisschoppen van Boiano-Campobasso en aartsbisschoppen van Campobasso-Boiano.
Het huidige aartsbisdom Campobasso-Boiano heette tot 1927 bisdom Boiano, tot 1973 bisdom Boiano-Campobasso en tot 1982 aartsbisdom Boiano-Campobasso.

## Bisschop van Boiano
- ca.: 1061: ?
- 1074 - 1095: Adalbert (Albert, Oberto)
- 1105 - ?: Bernard
- 1119 - ?: Adam
- 1149 - ?: Robert
- 1179 - ?: Andreas I
- 1189 - ?: Peter
- 1195 - ?: Matteo
- 1206 - ?: Rinaldo
- 1215 - ?: Poliziano
- 1225 - ?: Johannes
- 1244 - ?: Joseph
- 1252 - ?: Palmerio
- 1277 - ?: Johannes
- 1291 - ?: Wilhelm
- 1314 - ?: Angelo
- ca. 1322: Andreas II
- ca. 1337: Bernerio Dohonella
- 1345 - 1364: Angelo Lupara
- 1364 - ?: Berardo da Castiglione
- 1390 - ?: Guglielmo
- 1396 - 1412: Carlo
- 1412 - 1412: Johannes
  - 1413 - 1423: Nicolò Offeri (apostolisch administrator)
- 1423 - 1428: Nicolò Sanframondi
- 1428 - 1431: Pietro Urio, O.P. (ook bisschop van Monopoli)
- 1431 - 1439: Raimondo degli Ugotti, O.S.B.I. (ook aartsbisschop van Conza)
- 1439 - 1452: Andrea de Veroli (ook bisschop van Urbino)
- 1452 - 1458: Jacopo Di Monte
- 1458 - ?: Antonio da Teramo
- 1486 - 1489: Odo degli Odoni
- ? - 1519: Silvio Pandoni (ook bisschop van Aversa)
  - 1519 - 1523: Franciotti Orsini (apostolisch administrator)
- 1523 - 1549: Valentino Franco
- 1549 - 1572: Pirro Franco
- 1572 - 1608: Carlo Carafa
- 1608 - 1613: Fabrizio Degli Afflitti
- 1613 - 1622: Pietro Paolo Eustachi
- 1622 - 1624: Ottaviano Garzadori
- 1624 - 1632: Fulgenzio Gallucci, O.S.A.
- 1633 - 1640: Pietro de Filippi
- 1641 - 1651: Filippo de Sio, O.F.M.
- 1652 - 1653: Petronio Veroni, O.S.A.
- 1653 - ?: Celestino Bruni, O.S.A.
- 1664 - ?: Giuseppe Protospatario
- 1666 - 1684: Antonio Graziani
- 1685 - 1708: Francesco Antonio Giannone
- 1708 - 1716: Angelo Rendina
- 1718 - 1736 ?: Nunzio de Baccari
- 1738 - ?: Domenico Antonio Manfredi
- 1746 - ?: Bernardo Cangiani
- 1774 - ?: Nicolò Rossetti
  - sedisvacatie
- 1828 - 1834: Taddeo Garzilli (Garzillo) (ook bisschop van Acerra)
- 1836 - 1855: Giuseppe Riccardi
- 1855 - ?: Lorenzo Moffa, O.F.M.
- 1871 - 1879: Anastasio Laterza, O.C.D.
- 1879 -  ?: Francesco Maccarone
- 1897 - 1916: Felice Gianfelice
- 1917 - 1927: Alberto Romita

## Bisschop van Boiano-Campobasso
- 1927 - 1939: Alberto Romita
- 1940 - 1943: Secondo Bologna
- 1948 - 1973: Alberto Carinci

## Aartsbisschop van Boiano-Campobasso
- 1973 - 1977: Alberto Carinci
- 1977 - 1979: Enzio d’Antonio
- 1979 - 1982: Pietro Santoro

## Aartsbisschop van Campobasso-Boiano
- 1982 - 1989: Pietro Santoro
- 1989 - 1998: Ettore Di Filippo
- 1998 - 2007: Armando Dini
- 2007 - heden: Giancarlo Maria Bregantini, C.S.S.